# Moyobamba (província)
Moyobamba é uma província do Peru localizada na região de San Martín. Sua capital é a cidade de Moyobamba.

## Distritos da província
- Calzada
- Habana
- Jepelacio
- Moyobamba
- Soritor
- Yantalo